# Der Ursprung der Welt (Roman)
Der Ursprung der Welt ist der 2019 erschienene Debütroman des deutschen Schauspielers, Musikers und Schriftstellers Ulrich Tukur.

## Kurzbeschreibung
Paul Goullet erwirbt in Paris ein altes Fotoalbum, dessen Hauptfigur der Paul sehr ähnlich sehende Kinderarzt, Résistance-Fluchthelfer sowie Frauenmörder Prosper Genoux ist. Paul versucht das Leben von Genoux zu erforschen, was Paul in eine düstere und unheilvolle Lage bringt: Er fürchtet, dass Prosper zeit- oder teilweise in ihm fortlebt, gerät in eine französische Widerstandgruppe und deckt Verbindungen zur Geschichte seiner eigenen Familie auf.

## Inhalt

### Haupthandlungsstrang im Jahre 2033
Europa im Jahre 2033. Deutschland ist angesichts von Unruhen, Gewaltausbrüchen, Hysterie und Hass „in einen Zustand von Erschöpfung und Fatalismus gesunken, der politischen Abenteurern und Extremisten ausreichend Raum gab, den letzten Rest gesellschaftlichen Zusammenhalts zu zerstören.“ In Frankreich sind Nationalisten an der Macht und haben durch „Polizei, Militär und Geheimdienste scheinbar alles fest im Griff“. Doch den Stuttgarter Mittdreißiger Paul Goullet ficht das kaum an. Durch seine Adoptivfamilie mit reichem Erbe ausgestattet und daher keinem Brotberuf verpflichtet, verlässt Paul „die bürgerlich schwäbische Welt, in der er groß geworden war“, ist in Paris, um sich das Gustave-Courbet-Bild Der Ursprung der Welt anzusehen, das er als Kind einmal in Postkartenform gefunden und für eine Abbildung seiner früh verstorbenen Adoptivmutter gehalten hatte. Paul ist zwar finanziell gut ausgestattet, wird aber immer wieder von Phantasien heimgesucht, „die ihm kaum begreiflich und verstörend“ sind, und fühlt sich fremd in einer Welt, in der seine Mitmenschen bereit sind, „Autonomie für den schnellen und bequemen Zugang zu Daten aller Art aufzugeben und die permanente Manipulation durch Informationsflüsse zu akzeptieren, die am Ende nur den einen Sinn und Zweck hatte, die Abhängigkeit der Menschen zu potenzieren und sie seelisch und finanziell auszuräumen.“ Bei einem Bouquinisten wird Paul auf ein Fotoalbum aus der ersten Hälfte des 20. Jahrhunderts aufmerksam: „In der rechten oberen Ecke waren zwei goldene Lettern eingestanzt: PG. Es waren die Initialen seines Namens“, und die darin befindlichen Fotos erschrecken Paul: Er erkennt sich selbst wieder in dem Mann, der da „für einen unbekannten Photographen posiert hatte“. Paul kauft das Album, findet darin den Ortschafts-Namen Banyuls, wohin er am nächsten Tag einen Zug besteigt. In jenem Zug strahlt eine Mitreisende große Unruhe aus, wechselt Sitzplätze, setzt sich schließlich zu Paul. Angesichts einer drohenden Polizeikontrolle schreibt sie hektisch etwas auf ein Stück Papier und übergibt Paul das Papier sowie ein Kuvert, hastet davon. Das Papier gibt die Zieladresse des Kuverts in Banyuls‘ Nachbargemeinde Port-Vendres an. Beim längeren Umsteige-Aufenthalt in Perpignan überfällt Paul in der dortigen Bahnhofshalle „ein seltsames Déjà-vu“, und darüber hinausgehend verwandelt sich der Raum in ein Gebäude der 1940er-Jahre, das Paul verlässt, um zu einem Hotel zu gehen. Er „sprang in den dunklen Eingang des Hotels“, findet sich plötzlich in der Bahnhofshalle der Gegenwart wieder, wird von einem im 1940er-Jahre-Stil grüngekleideten Mann mit „Prosper“ statt „Paul“ begrüßt, verlässt die Bahnhofshalle abermals. Das Hotel, in das er in seiner Vision hineinspringen wollte, ist nun aber verfallen, bei einem Stadtpalais hat Paul ein weiteres Déjà-vu, und „er wusste sofort, dass er das Stammhaus der Zigarettenfabrik Bardou vor sich hatte […]. Und wie ein Blitz fuhr ihm ein Name ins Bewusstsein: Lacroix. Sieben Buchstaben. Kein Gesicht.“ Auch den Rest des Romans wird Paul „von lichtblitzartigen Erinnerungen an die im Jahr 1943 spielenden Ereignisse heimgesucht“, beispielsweise die Nahaufnahme „eines Menschen, der begreift, dass er getötet wird“, der beginnende Missbrauch einer Frau, eine verbale Auseinandersetzung mit dem grüngekleideten Mann, sein Doppelgänger, der ihn aus einer spiegelnden Zugscheibe angrinst. Etwa nach dem ersten Roman-Viertel werden diese „lichtblitzartigen Erinnerungen“ zu ausführlicheren Szenen, in denen zunächst Paul Goullet in seinen 1940er-Jahre Doppelgänger Prosper Genoux übergeht; später taucht Genoux in den Gegenschnitten beider Zeitebenen ohne fließenden Übergang von Goullet zu Genoux auf, ausgenommen in einer Szene, in der Paul Goullet anstelle seine Doppelgängers Prosper Genoux von Rudolf Goullet, dem Vater seines Adoptivvaters Richard Goullet, in der Toulouser Gestapo-Leitstelle gefoltert wird. Ebenso wie solche Genoux-Visionen erscheint gelegentlich der grüngekleidete Mann als Verbindungsglied zwischen den Jahren 1943 und 2033 und als Lotse für den nach der Wahrheit suchenden Paul. Der Grüngekleidete ist der von Rudolf Goullet hingerichtete Résistance-Kämpfer Pierre Lacroix. „Lacroix würde immer wieder auftauchen, solange er [=Paul] nicht das Rätsel seines Vorläufers gelöst hatte.“
Nach der Weiterfahrt aus Perpignan besucht Paul die Adresse, die ihm die Zug-Unbekannte gegeben hat und wo er den Brief abgeben soll. Es handelt sich um eine Pension, deren Wirtin Françoise Simon auf Pauls Erscheinung reagiert, als erkenne sie ihn. Paul mietet sich in der Pension ein und geht in einem von Françoise empfohlenen Restaurant essen, wo er Augenkontakt mit Hélène aufnimmt, einer Frau mit „verwirrend schönen Augen“, die mit drei Männern im Lokal weilt. Nach dem Essen trinkt Paul mit Françoise Kaffee, erzählt ihr von seinem Erlebnissen und dem Fotoalbum, dessen Inhalt Françoise „widerwillig“ zur Kenntnis nimmt. Paul seinerseits nimmt überrascht zur Kenntnis, dass in Françoises Wohnzimmer ein Bild hängt, das unter anderem Antoinette zeigt, die Mutter von Pauls Adoptivvater Richard, deren Aufnahme Richards Halbschwester Elsbeth Paul einmal zeigte, als Paul ein Kind war. Durch dieses Foto verwirrt und erschüttert, verlässt Paul fluchtartig den Raum. Am Folgetag wird er abermals von einer seiner „lichtblitzartigen Erinnerungen“ heimgesucht, fällt in Ohnmacht, aus der ihn ausgerechnet die schöne Hélène mit einer Ohrfeige weckt. In ihrem Gespräch berichtet Hélène, in deren Äußeres Paul inzwischen heftig verliebt ist, unter anderem, dass der französische Präsident durch ein Attentat gestorben wäre. Auf Pauls Frage, was das ändere, antwortet Hélène, dass der nunmehrige starke Mann in Frankreich, der Staatssicherheits- und Geheimdienst-Chef, „die Überwachung noch lückenloser“ machen werde, „und sie können ihre Schweinereien immer weiter treiben“. Paul durchsucht heimlich Françoises Wohnung und findet dabei unter anderem einen bebilderten Zeitungsartikel vom 22. Oktober 1943. Auf dem Foto erkennt er seinen Doppelgänger wieder. „Der Artikel unter dem Photo […] berichtete von einem Dr. Prosper Genoux, Kinderarzt aus Perpignan und Mitglied einer […] Fluchthelfergruppe, die Juden und anderen Volksfeinden zum illegalen Übertritt nach Spanien verhalf“ und den man des mehrfachen Mordes verdächtigte: „Im Keller seines Hauses in Perpignan, in dem auch seine Praxis untergebracht gewesen war, wären Knochen und andere Leichenteile und in einer Kalkgrube im Innenhof seines Anwesens die Überreste weiterer Opfer gefunden worden“. Während der Wohnungsdurchsuchung muss Paul sich verstecken, da den Stimmen nach Françoise, Hélène und mindestens ein Mann die Wohnung betreten. „Sein Name fiel; offenbar war er Gegenstand einer Erörterung, von der er nur Bruchstücke verstand, und der er irgendwann entnahm, dass man ihn als Kurier einsetzen wollte.“ Später fragt Paul Françoise, warum in deren Wohnzimmer ein Bild hänge, das unter anderem Antoinette zeigt, und Françoise antwortet, dass Antoinette eine 1943 verschwundene Tante von ihr wäre. Während des Gesprächs zwischen Françoise Simon und Paul Goullet dringt die Polizei bei Françoise ein und verhaftet sie. Paul sucht Hélène in dem Lokal, wo er sie zuerst gesehen hat, doch auch dort ist die Polizei. Ein Freund von Hélène bringt Paul zu einer Widerstands-Gruppe, der auch Hélène angehört und die sich aufgrund der perfektionierten digitalen Überwachung entschlossen hat, künftig im „analogen Raum“ zu agieren. Paul erfährt, bei dem Françoise ausgehändigten Brief hätte es sich um das Schreiben eines nach dem Verbot seiner Zeitung untergetauchten Libération-Journalisten gehandelt, und soll abermals den Kurier spielen: Ein Brief müsse nach Perpignan. Ehe Paul nach Perpignan abreist, durchsucht er mit Hélène Françoises Wohnung, findet einen Umschlag mit gleichem Inhalt wie dem jenes Umschlags, den er als Kind gefunden hatte: das Bild Der Ursprung der Welt in Postkartenform und, ebenso wie damals, als er es nicht zu deuten wusste, das Foto eines gutgelaunten Prosper Genoux an der Seite einer bewusstlosen Frau. „Bei der Frau […] handelte es sich um Antoinette“. Auf der Postkarte mit dem Ursprung der Welt steht hinten: „Ich warne Dich!“, und adressiert ist der Brief an Françoises Bruder, den inzwischen verstorbenen Kriminalkommissar Georges Simon: Genoux „drohte Georges Simon, er würde seiner Schwester [Antoinette] sexuelle Gewalt antun […]. Aber was genau hatte ihm Simon getan?“
Unmittelbar nach der Übergabe des Schreibens an einen Perpignaner Wirt kommt es dort zu einem Anschlag, dem der Wirt zum Opfer fällt, Paul nicht: Ihm bleiben gebrochene Rippen. Die wieder freigelassene Françoise besucht Paul im Krankenhaus und berichtet, dass die Widerstands-Gruppe, der auch Hélène angehört, weitgehend zerschlagen, ihr Versteck entdeckt sei. Paul wird von der Polizei verhört. „Schon seit einiger Zeit sei er auffällig, er verkehre mit Personen, die der Terroristenszene zugerechnet würden“, so dass die Polizei Paul verpflichte, Frankreich innerhalb von 24 Stunden zu verlassen, sonst drohe ihm eine Einweisung in ein Auffang- und Abschiebelager. Françoise scheint es „das Beste, du steigst heute Nacht noch über die Berge nach Spanien, vorausgesetzt, du traust dir das mit deinen gebrochenen Rippen zu. Es ist die einzige Möglichkeit für dich, Hélène wiederzusehen.“ Er lässt sich nachts in die Berge fahren, geht zu Fuß weiter, zu dem Treffpunkt. „Als er vor der Hütte stand, konnte er kaum glauben, dass es dieselbe war, die er schon einmal im Arbeitszimmer seines Großvaters gesehen hatte, auf dem kleinen Ölbild nämlich“. Im Dunkel taucht Hélène auf, allerdings auch ein unbekannter Dritter, der Hélène erschießt und auch Paul zu töten versucht, welcher flieht und nach kurzer Zeit bewusstlos wird, hinein in eine Vision, in der er anstelle seine Doppelgängers Prosper Genoux von Rudolf Goullet in der Toulouser Gestapo-Leitstelle gefoltert wird. Als Paul erwacht, begegnet ihm ein letztes Mal der Geist des grüngekleideten Pierre Lacroix und beruhigt ihn: „Du bist nicht der, der du denkst, der du bist“, nämlich keine Reinkarnation des Prosper Genoux: Man werde sich, so Lacroix, „nicht mehr sehen, du bist auf deiner Reise schon weit gekommen, jetzt geh deinen Weg zu Ende.“ Über Spanien kehrt Paul ins heimische Stuttgart zurück, berichtet seiner dort im Sterben liegenden „Tante“ Elsbeth von der Frankreich-Reise und lässt sich von ihr berichten, wie er ins Haus Goullet aufgenommen wurde: Unter anderen zur Adoption freigegebenen Kindern wurde der kleine Paul von Elsbeths Vater, Rudolf Goullet, deswegen bevorzugt, weil er genau den gleichen Leberfleck wie Prosper Genoux im Gesicht hatte. Nach Elsbeths Tod entschließt Paul sich, „den letzten, finalen, die Erzählung abschließenden Schritt zu tun“: Er führt in der Villa des Rudolf Goullet eine Gasexplosion herbei, während Stuttgart zufällig durch einen Stromausfall der Dunkelheit verfällt.

### Nebenhandlungsstrang im Jahre 1943
„In Flashbacks, Träumen und Schwächeanfällen taumelt Goullet in das Leben jenes Genoux, mit dem er Gesicht und Initialen teilt“ und der in den drei letzten Roman-Vierteln der zentrale Protagonist eines separaten Nebenhandlungsstrangs ist. Der „Kinderarzt und Triebtäter, der zur Zeit des Zweiten Weltkriegs vermeintliche Résistance-Aktivitäten nutzte, um junge Frauen zu foltern und zu zerstückeln“, wird bei seiner vorletzten und seiner letzten Tat begleitet.
Zuvor hat er innerhalb der Pierre-Lacroix-Gruppe den Arbeitsschwerpunkt, untergetauchte Flüchtlinge außer Landes zu bringen, doch liefert er sie teilweise den deutschen Besatzern aus, und „mehr als ein Dutzend verzweifelter Personen“ werden von ihm insgeheim nicht nach Spanien, sondern ums Leben gebracht: Die abgetrennten Köpfe zertrümmert er und vergräbt sie in den Bergen, die restlichen Körperteile verbrennt er teils in einem Keller-Ofen, teils entsorgt er sie in seiner Ätzkalk-Grube. Einen Teil seiner Opfer bringt er um, um „prächtig“ an ihnen zu verdienen, manche weiblichen Opfer außerdem, um seine perversen sexuellen Gelüste zu befriedigen. Allerdings hadert Dr. Genoux mit Françoises Vater, „Kommissar Simon, der ihm seit geraumer Zeit das Leben sauer machte“, obwohl Genoux glaubt, „durch seine versteckte Kooperation mit der Gestapo vor einem Zugriff der französischen Polizei einigermaßen sicher zu sein.“ Allerdings ist Genoux durch „das ständige Versteckspiel mit der Gestapo und der französischen Polizei“ mit seinen Nerven etwas am Ende, leidet sogar einmal daran, dass er seinen Doppelgänger Goullet in einem Spiegel erblickt statt sich selbst und macht bei seinem vorletzten Frauenmord einen entscheidenden Fehler bei der Leichenbeseitigung: „Irgendetwas musste mit dem Ofen ihm Keller passiert sein. Er hatte ihn noch einmal richtig eingeheizt und dann Füße, Unterschenkel und Hände“ seines Opfers dort hineingeworfen: „Vielleicht war die Türe wegen des maroden Verschlusshakens einen Spalt weit aufgegangen und das Holz, das in der Nähe lag, vom Funkenflug in Brand gesetzt worden.“ Jedenfalls brennt es bei Genoux und er wird von weitem „Zeuge des Menschenauflaufs und der Anwesenheit von Polizei und Feuerwehr […]. Ihm war klar, dass die Männer, die das Feuer löschten, die Leichenteile im Keller und in der Kalkgrube entdeckt haben mussten.“
Um sich die Flucht über Spanien in die USA zu erleichtern, will Genoux Antoinette Simon, die Schwester des Kommissars, entführen „und als Druckmittel festhalten“. Als Antoinette das Elternhaus verlässt, betäubt Genoux sie mit Chloroform und Evipan und bringt sie zusammen mit einem Kumpanen in ein altes Steinhäuschen in den Bergen. Genoux macht ein Foto von sich und der betäubten Antoinette, Antoinette stirbt versehentlich an einer Überdosis Evipan, Genoux tötet seinen in Panik geratenen Kumpanen. In Port-Vendres lässt Genoux mehrere Abzüge des Bildes entwickeln, tütet einen davon zusammen mit dem Courbet-Bild Der Ursprung der Welt in Postkartenform ein, wo er ein „Ich warne Dich!“ draufschreibt. Den Brief schickt Genoux an Antoinettes Bruder, den Kommissar Georges Simon.
Eine Zweitausfertigung der Bild-Postkarten-Kombination behält Genoux für sich. „Kurz nachdem die zwei Bilder mit der Drohung angekommen waren […] wurde Genoux in Port-Vendres verhaftet“ von Georges Simons Kollegen. Genoux „schwieg eisern. Er verlangte Geld, einen neuen Pass und ein Ausreisevisum, vorher würden sie kein Sterbenswörtchen von ihm hören.“ Allerdings nimmt Antoinettes deutscher Liebhaber Rudolf Goullet die Sache aus Simons Hand und Genoux mit in die Gestapoleitstelle in Toulouse. Rudolf Goullet bringt Genoux „noch am selben Tag zum Sprechen […]. Sie rasten sofort mit mehreren Autos in die Berge, wo Genoux sie [=Antoinette] in einem alten Steinhäuschen eingeschlossen hatte.“ Rudolf Goullet erschießt Genoux „im Keller seiner Behörde. Am nächsten Tag fuhr er mit seiner Staffelei und Ölfarben ein letztes Mal hinauf in die Pyrenäen“ und hat das alte Steinhäuschen gemalt, wo Antoinette begraben liegt. Anschließend ist Rudolf Goullet „mit Antoinettes Kind aus Frankreich verschwunden. Er hat sich wohl versetzen lassen“.

## Textanalyse
Bei Der Ursprung der Welt handelt es sich um einen der fantastischen Literatur zugehörigen, auktorial erzählten „Liebes-, Zukunfts- und Historienthriller“. Orte der Handlung sind Paris, Perpignan, Port-Vendres, Toulouse sowie Stuttgart. Die Romanhandlung des Jahres 2033 beginnt gegen Ende April und dauert „keine zehn Tage“, die eingebettete Handlung um Prosper Genoux findet im Jahr 1943 statt und endet frühestens im Herbst jenes Jahres.

### Themen
Themen in Ulrich Tukurs Roman Der Ursprung der Welt sind die bis zur Ununterscheidbarkeit fließenden Übergänge zwischen verschiedenen Dichotomien: Wo gehen Traum und Wirklichkeit ineinander über, wie entgrenzt sind sich anscheinend wiederholende Ereignisse der politischen Geschichte und Gegenwart, und wieso verschwimmt der sexuell zurückhaltende Paul Goullet mit dem pervers-aggressiven Prosper Genoux?

#### Dichotomie: Traum und Wirklichkeit
Der Autor von Der Ursprung der Welt setzt dem Romantext ein Motto voran, in dem er behauptet, „Träume und Eindrücke sind eng miteinander verwoben. Der Traum ist kein abseitiger Spuk, sondern die eigentliche Wirklichkeit. Still umfängt er unser Leben, und wir sinken ganz und gar in ihn zurück, wenn wir sterben.“ Das Buch, so eine Rezension im psychoonkologischen Magazin Lebensmut, stelle angesichts der Ängste Pauls, Prosper könne in ihm eine Reinkarnation erfahren haben, die Fragen: „Kann ein einzelner Mensch das Leben eines anderen mit sich herumtragen? Und kann dessen Gegenwart, die in Wirklichkeit längst Vergangenheit ist, in ihm wieder aufleben? Wann ist Traum Wahrheit, wann wird die Wirklichkeit Traum?“ Ebenso wie das Motto bejaht auch Paul die Möglichkeit, dass Realität gleichrangig sei mit Traum oder Vision: „Ich war hier, ich bin hier, und manchmal denke ich, es ist ein und dasselbe, als verliefe die Zeit nicht linear, sondern alles, Vergangenheit und Gegenwart, spielte sich gleichzeitig ab und wäre eins.“

#### Dichotomie: Politische Vergangenheit und Gegenwart
„Je öfter Paul sich 90 Jahre zurückversetzt, umso stärker wird er in die Auseinandersetzungen der Gegenwart hineingezogen“, die Tukur als „eine dystopische Situation für Europa in naher Zukunft“ inszeniert, in der sich die Geschichte von zerbrechlicher Demokratie und zerbrechlichem Frieden 90 Jahre nach dem Zweiten Weltkrieg als technisch fortgeschrittene Farce wiederholt, was der politisch resignierte Perpignaner Wirt, dem Paul das Schreiben übergibt, sarkastisch so kommentiert, er könne sich „noch an die Geschichten erinnern, die mir meine Großeltern und Verwandten erzählten. Die Kriegszeit, der Widerstand, die Armut und die Angst. Sie wussten, dass jedes politische System so zerbrechlich ist wie der menschliche Körper selbst; und was man einmal aus der Hand gibt, aus Unachtsamkeit, Überdruss oder Langeweile, das kommt nicht mehr zurück. Und jetzt machen sie da draußen wieder auf Résistance, es ist geradezu lachhaft, wie sich alles wiederholt.“

#### Dichotomie: Gehemmte und triebhafte Sexualität
Das Zeitungsprojekt Münchner Feuilleton sieht bereits darin, dass Paul als Kind das Courbet-Bild Der Ursprung der Welt findet und für eine Abbildung seiner früh verstorbenen Adoptivmutter hält, ein Motiv des Romans gesetzt: Sexualität. Der sexuell generell eher zurückhaltende Paul, der sich als Student einmal so in eine sexuelle Begierde hineinsteigerte, dass er die angehende Partnerin zu würgen begann, „hat Grund zu fürchten“, mit Prosper Genoux dessen „Obsession zu teilen. Aus der Tunneltiefe zwischen Realität und Albtraum hofft er auf Erlösung durch die Liebe zur Kämpferin Hélène“, die eigentlich gar nicht sein Typ ist: „Hélènes Körper besaß nicht die mütterliche Weiblichkeit, zu der es ihn drängte“. Ganz anders als Pauls Sexualität ist die des egomanischen Dr. Genoux: „Er hatte ein untrügliches Gespür dafür, wann ihm Menschen oder Dinge nutzten und eine interessante Beute zu werden versprachen. War sein Interesse erst einmal geweckt, wurde er zum Jäger. Skrupel, sich in den Besitz von etwas zu bringen, das ihm nicht zustand, kannte er keine“, denn er „kannte kein Mitleid mit seinen Mitmenschen, die meisten ekelten ihn an und hatten jede Strafe verdient“. Für den in seinen Leidenschaften völlig enthemmten Genoux ist die höchste Lust, „die es auf der ganzen Welt gab, die vollkommene Unterwerfung und Vernichtung eines weiblichen Körpers […]. Er konnte sich in Frauen verlieben, die er begehrte, konnte sogar zärtlich zu ihnen sein, aber er hatte nicht die geringste Hemmung, sie in der nächsten Sekunde zu packen und ihnen den Hals durchzuschneiden.“

### Figuren

#### Hauptfiguren
- Paul Goullet: Dieser „Dandy“[57] und „Antiheld“ des Romans[55] wurde 1998 geboren[86] und „im Alter von drei Monaten“ adoptiert[87] von „einer angesehen Stuttgarter Familie […], die mit einigem Stolz auf ihre hugenottische Vergangenheit blickte“.[88] Das Einzelkind[88] ist „wohlbehütet aufgewachsen“,[89] obwohl sich seine damals fünfundvierzigjährige Adoptivmutter im Jahre 2004[86] mit Schlaftabletten das Leben nahm.[87] Seit seinem achtzehnten Geburtstag erhält Paul eine beträchtliche monatliche Finanzausstattung: Sein juristischer „Großvater Rudolf, zwei Jahre nach seiner Geburt verstorben, hatte es so in seinem Testament verfügt.“[90] Der Tod seines Adoptivvaters Richard bringt der Vollwaise dann „ein ansehnliches Erbe“.[91] Paul, nun ausgesprochen „vermögend und unabhängig“,[92] hat sich seither von der Welt abgeschieden, besitzt nicht einmal mehr ein Handy und ist „allmählich fast unsichtbar geworden, und weil ihm diese Welt wenig bedeutete, litt er nicht darunter.“[93] Der „Mensch ohne Emotionen“[79] hält sich seither tendenziell von Menschen lieber fern: „Menschen kamen ihm entweder todtraurig oder abgrundtief lächerlich vor, und er selbst bildete vor sich keine Ausnahme.“[94] Diese düstere, „kleine mittelständische Weltsicht“[89] des Schnurrbart-Trägers[95] passt gut zu seinen „dunklen, etwas verhangenen Augen“, die „Leidenschaft, in die sich ein Schuss Melancholie mischte“, signalisieren.[3] Pauls Antlitz ist von mediterranem Teint, und er besitzt „ein gut geschnittenes, schmales Gesicht, eine edle, schön geschwungene Nase und Haupthaar von geradezu unwirklichem Schwarz.“[87]
- Prosper Genoux: Dieser durch den realen Marcel Petiot inspirierte[96] Kinderarzt wurde 1902 geboren, 1943[86] von Rudolf Goullet getötet. Der aalglatte[97] Prosper ist Sohn eine Schmelzers und regelmäßigen Kirchgängers, der zum Trinker wird, nachdem ihn seine Frau verlässt, als Prosper sechs Jahre alt ist, und seinen Sohn Prosper mit dem Hass auf die Ex-Gattin ansteckt.[84] Diese und andere unangenehme Erfahrungen mit dem weiblichen Geschlecht bewirken Prospers Frauenhass, seinen Schwur, „diesem ganzen vermaledeiten Geschlecht heimzuzahlen, was es ihm und seinem Vater angetan hatte.“[98] Allerdings ist der enorme Frauenhass nur Teil eines allgemeineren, ebenfalls biografisch bedingten Menschenhasses: „Nach seinem Studium, als er anfing zu praktizieren, macht er vermehrt mit Leuten Bekanntschaft, die sich am anderen, oberen Ende der gesellschaftlichen Leiter befanden. Und der Dünkel, der ihm dabei immer wieder begegnet war, diese unerträgliche Mischung aus gönnerhafter Blasiertheit und unverhohlener Verachtung für diejenigen, die von unten kamen, […] hatte ihn stets angewidert und mit abgrundtiefem Hass erfüllt.“[99] Prosper, der einer Résistance-Gruppe um Piere Lacroix angehört,[97] sieht sich selbst als „Geist der Vernichtung“,[99] doch auch als Schöngeist: „Er liebte Delacroix, Millet und Courbet und konnte sich stundenlang in ihren Tableaus verlieren. In solchen Bildern fand er überraschend Ruhe vor einer Welt, die ihn sonst überspülte, ihn wehrlos seiner Triebhaftigkeit auslieferte und sie immer weiter befeuerte“.[100]

#### Nebenfiguren (Auswahl)
- Françoise Simon: Diese Pensionswirtin und Tochter von Kriminalkommissar Georges Simon, geboren 1946,[86] ist eine „Chanson- und Schlagersängerin, die in den sechziger, siebziger Jahren des letzten Jahrhunderts jeder in Frankreich kannte“,[101] und nach Ansicht der ÖGB-Bücherschau „die eigentliche Protagonistin und einzige spannende Frauenfigur des Romans“.[55] Die Haare der kleinen, gebeugten[102] Frau sind kurz, grau[102] und schütter,[97] die Augen „wach und klar“,[103] die Zähne „immer noch schön, aber von einer eigenartigen, fast gläsernen Beschaffenheit“,[104] und „die vielen Falten und Runzeln im Gesicht […] konnten nicht verbergen, dass sie einmal eine schöne Frau gewesen war“.[24]
- Rudolf Goullet: Dieser durch den realen Rudolf Bilfinger inspirierte[96] Charakter wurde 1910 geboren, starb 1999.[86] Der SS-Oberführer der Totenkopfdivision[105] ist Chef der Gestapoleitstelle in Toulouse[106] und zum Zeitpunkt der Nebenhandlung seit drei Jahren in Frankreich.[107] Nach dem Krieg ist Rudolf Goullet Oberverwaltungsrat in Stuttgart, gibt aber „schon Mitte der 1960er Jahre seinen Beruf“ auf, „um in den Vorruhestand zu gehen.“[108] Der passionierte Jäger[109] und überlegene Tennisspieler[110] ist „stark, umwerfend charmant“,[110] ein „Schöngeist, der selbst malte und die Folter zur hohen Kunst erhoben hatte. Ein Sammler alter Gemälde und Freund der klassischen Musik.“[106] Im Jahre 1943 wirkt dieser SS-Foltermeister mit den stechenden grauen Augen[111] „alterslos, obwohl er nur wenig mehr als dreißig Jahre zählte, und besaß ein schmales, gut geschnittenes Gesicht. Die ovale Schildpattbrille verlieh ihm ein kultiviertes Aussehen“.[112]
- Hélène: Diese Schauspielerin und Widerstandskämpferin ist 1997 geboren, stirbt gegen Ende des Romans, also 2033.[86] Hélène ist„schmal und knabenhaft gebaut, dabei kräftig, fast durchtrainiert, und ihre Brüste waren klein und fest.“[113] Durch ihre Schönheit wird Hélène zu jener Frau, die Paul Goullets „lange brachgelegene emotionale wie körperliche Leidenschaft wiederzuerwecken versteht“.[55]
- Antoinette Simon: Diese Tante von Françoise Simon und Schwester von Georges Simon ist 1916 geboren, gestorben 1943.[86] Antoinette „hatte etwas Südländisches und war ausnehmend hübsch; ihre Augen strahlten hell und lebendig“.[114] Ihre Zähne sind „weiß und makellos“, ihre Nase ist „lang, mit schmalem Rücken und einer leichten Krümmung, keine Hakennase, eine gute Nase, eine mit Charakter. Das kurzgeschnittene schwarze Haar fiel ihr keck ins Gesicht“.[115] Antoinettes Horizontale Kollaboration mit dem Besatzungs-Angehörigen Rudolf Goullet beruht auf wahrer Zuneigung: Die Mutter von Pauls Adoptivvater Richard war „diesem stattlichen Mann aus Deutschland verfallen“.[116]
- Georges Simon: Antoinettes älterer Bruder und Françoises Vater ist 1905 geboren, 1976 gestorben.[86] Als Kriminalkommissar ist der große,[60] „beleibte Mann mit dem Schnauzbart“[117] derjenige, der Prosper Genoux zur Strecke bringt, den Fall dann jedoch an Rudolf Goullet abgeben muss.
- Pierre Lacroix: Dieser gerne grün gekleidete Fabrikerbe und Widerstandskämpfer wurde 1912 geboren und 1943[86] von Prosper Genoux verraten,[97] von Rudolf Goullet getötet. Sein Geist dient als Lotse für den nach der Wahrheit suchenden Paul.[19][20][21][22]
- Richard Goullet: Pauls Adoptivvater wurde 1942[86] in Toulouse geboren als Sohn von Rudolf Goullet und Antoinette Simon.[29] Paul fand zu dem emeritierten Mathematikprofessor Richard „nie eine wirkliche Beziehung“.[91] Richard starb 2020.[86]
- Elsbeth Goullet: Sie ist die „unverheiratete Halbschwester“[91] von Richard Goullet, schmalhändig[29] und „ein seltsam verhuschtes Wesen“.[91] Im Jahre 1947 geboren, stirbt sie am Romanende, also 2033.[86]

## Rezeption
Die Kritik über den zum Spiegel-Bestseller aufgestiegenen, für den Phantastik-Preis der Stadt Wetzlar nominierten Roman Der Ursprung der Welt war gespalten. Während für das Science-Fiction-Portal sf-lit.de das Werk „ein guter, origineller, außergewöhnlicher Roman“ war und das Domradio darin einen „packenden Roman“ erblickte, sah Die Zeit darin ein „ganzheitliches Ärgernis“ und die Frankfurter Allgemeine Zeitung sekundierte: „Die sensationslüsterne Handlung überzeugt damit weder als Zukunftsdystopie noch als historischer Zeitroman oder als politischer Einspruch.“ Nach Auffassung der Frankfurter Allgemeinen Zeitung bleiben die Figuren „papieren und zeigen keinerlei Entwicklung. Das Geschlechterbild ist stumpf“, und die Hauptfigur ersticke unter den vielen Roman-Motiven und deren Vernetzung, so die Süddeutsche Zeitung. Auch die Bücherschau fand die Figurenzeichnungen enttäuschend. Gegenstand der Kritik war außerdem Tukurs laut Frankfurter Allgemeiner Zeitung teilweise dem Magischen Realismus verhafteter Stil, dessen Sprache nach Auffassung der Zeit „wenig originell“ sei und laut Bücherschau „literarische Plattitüden“ enthalte.
Positiver bewertet wurde dagegen die nach Auffassung der Bücherschau komplex gewobene, überraschungsreiche und beklemmende Story, die die Bücherschau insgesamt überzeugend fand, während die Frankfurter Allgemeine Zeitung in den Geschehnissen um Rudolf Goullet „eine überambitionierte Großvater-Handlung“ entdeckte und sich an der „flauen Technikkritik“ im Dunstkreis des technikabholden Paul Goullet störte. Der Bücherschau gefiel, dass es Tukur gelinge, „eine spannungsreiche Geschichte aufzubauen, in der lange Zeit so manche Fäden ungeknüpft und historische Verbindungsstränge ungelöst bleiben“, dem sf-lit-Portal, wie Tukur den Zusammenhang der beiden Handlungsebenen stilistisch auskoste: „Vergangenheit und Gegenwart verschwimmen, Träume und Wirklichkeit verschwimmen, Zeitebenen und Personen verschwimmen. Das ist manchmal etwas verwirrend und fordernd, aber nichtsdestotrotz richtig gut gemacht“. Der NDR nannte das Ergebnis „furios“, eine Auffassung, die Die Zeit nicht teilte: „Am Ende laufen in rastlosen Gegenschnitten zwei Erzählungen nebeneinander, die sich in ihrer Ähnlichkeit gegenseitig aufheben.“ Das sf-lit-Portal wiederum befand, das Finale sei „keineswegs misslungen, aber eben auch nicht so spektakulär, wie man hätte erwarten können“, während der NDR das Finale „elegant“ nannte.
Die dem Roman insgesamt äußerst kritisch gegenüberstehende Frankfurter Allgemeine Zeitung fand eben jenes Finale schon zu „opulent“ und meinte: „Als Drehbuchentwurf ginge das vielleicht durch, zumal zur kriminalistisch-genealogischen Ebene (was geschah mit Oma?) und zu den reißerischen Episoden (gemarterte Frauen; verfolgte Männer) noch einige Letzte-Worte-Sterbeszenen und ein opulent inszeniertes Finale im Kinostil hinzukommen. Doch weil sich der Autor nicht mit einem Filmskript begnügt hat, stehen wir nun vor einer Ruine von Roman.“

## Textausgaben
- Der Ursprung der Welt. Roman. (= Fischer Taschenbuch, Band 52344). S. Fischer, Frankfurt am Main 2024. ISBN 978-3-596-52344-3.
- Der Ursprung der Welt. Roman. S. Fischer, Frankfurt am Main 2019. ISBN 978-3-10-397273-3.